# カラバサス (カリフォルニア州)
カラバサス（Calabasas）は、アメリカ合衆国カリフォルニア州のロサンゼルス郡にある都市。人口は2万3241人（2020年）。ダウンタウン・ロサンゼルスの北西45キロメートルに位置しており、ベンチュラ郡に近い。

## 概要
1991年に誕生した若い都市である。マリブの北に広がる丘陵地に建設された富裕層住宅地。住民の中には著名人が多数含まれている。「カラバサス」はスペイン語由来で意味はカボチャである。毎年パンプキン・フェスティバルを開催している。民間調査会社NICHEの2025年の格付けは"A"で優良な都市と評価しているが、平均住宅価格は約2億円と高額である  。

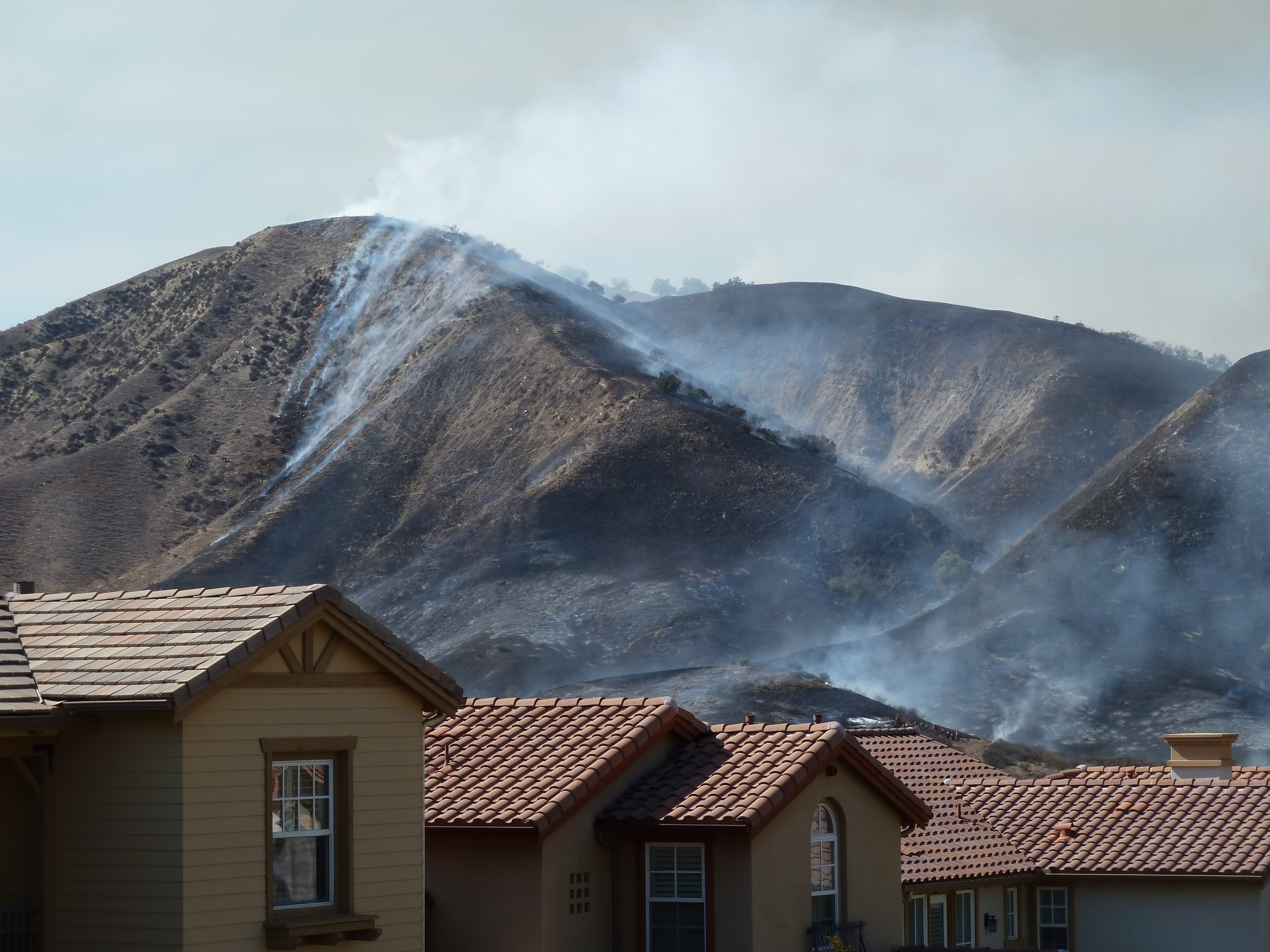
2013年の山火事

## 交通
市内の幹線道路は国道101号線である。この地域では「ベンチュラ・フリーウェイ」と呼ばれている。